# San Lucas Sacatepéquez
San Lucas Sacatepéquez é uma cidade da Guatemala do departamento de Sacatepéquez.